# L'amore si muove
L'amore si muove è il quarto album in studio del gruppo musicale italiano Il Volo, pubblicato il 25 settembre 2015 dalla Sony Music.
L'album è stato ripubblicato per il mercato internazionale con il titolo di Grande amore e presenta una lista tracce differente rispetto all'edizione italiana.

## Tracce

### L'amore si muove
1. L'amore si muove – 3:39
2. Quando l'amore diventa poesia – 3:12
3. Io che non vivo (senza te) – 2:47 – originariamente interpretata da Pino Donaggio
4. Il tuo sguardo manca – 3:42
5. The Best Day of My Life – 4:03
6. La vita (This is my life) – 3:34
7. Nel blu, dipinto di blu (volare) – 3:44 – originariamente interpretata da Domenico Modugno
8. Eternally – 3:19
9. Ricordami – 3:37
10. Per te ci sarò – 4:26
11. Tornerà l'amore – 4:23
12. Aspetterò – 3:47
13. Beautiful That Way (La vita è bella) – 3:44

### Grande amore
Edizione internazionale
1. Grande amore – 3:45
2. La vita (This is my life) – 3:35
3. Nel blu dipinto di blu (volare) – 3:45 – originariamente interpretata da Domenico Modugno
4. Quando l'amore diventa poesia – 3:13
5. Per te ci sarò – 4:28
6. Aspetterò – 3:48
7. L'amore si muove – 3:39
8. Io che non vivo (senza te) – 2:48 – originariamente interpretata da Pino Donaggio
9. Eternally – 3:21
10. Si me falta tu mirada – 3:41
11. Delilah – 3:24 – originariamente interpretata da Tom Jones
12. L'immensità – 3:59 – originariamente interpretata da Don Backy e Johnny Dorelli
13. Caruso – 5:22 – originariamente interpretata da Lucio Dalla
14. The Best Day of My Life – 4:04
15. Beautiful That Way (La vita è bella) – 3:45
16. Piove (Ciao, ciao bambina) – 3:33 – originariamente interpretata da Domenico Modugno

Edizione spagnola
1. Grande amore (Spanish Version) – 3:45
2. Si me falta tu mirada – 3:41
3. En el centro del Sol – 4:27
4. Y vendrán amores – 4:24
5. Cuando el amor se convierte en poesia – 3:13
6. El amor verdadero (L'amore si muove) – 3:40
7. Esperaré – 3:48
8. No hace falta – 3:48 – originariamente interpretata da Cristian Castro
9. Recuérdame – 3:39
10. La vida (This is my life) – 3:36
11. Nel blu di pinto di blu (volare) – 3:45 – originariamente interpretata da Domenico Modugno
12. Beautiful That Way (La vita è bella) – 3:45
13. Piove (Ciao, ciao bambina) – 3:33 – originariamente interpretata da Domenico Modugno

## Formazione
Gruppo
- Piero Barone – tenore
- Ignazio Boschetto – tenore
- Gianluca Ginoble – baritono

Altri musicisti
- Cesare Chiodo, Salvador Cuevas, Lee Sklar – basso
- Paul Votteler, Randy Cooke – batteria
- Paolo Valli – batteria, percussioni
- Mattia Tedesco, Héctor Payán – chitarre acustiche ed elettriche
- Ramon Stagnaro, Massimo Varini, Tim Pierce – chitarre
- Giordano Mazzi – programmazione
- Celso Valli – pianoforte, tastiera, sintetizzatore, arrangiamenti
- Cheche Alara – pianoforte, tastiera
- Stefano Bussoli – timpani, percussioni
- Tommy Ruggero, Edwin Bonilla, Rafael Padilla – percussioni
- CV Ensemble Orchestra – strumenti ad arco
- Orchestra (di Javier Concepcion) – strumenti ad arco
- Valentino Corvino, Caroline Buckman, Jeanie Lim, Alma Fernandez, Shawn Mann, Zach Dellinger, Karen Elaine – viole
- Nicolás Tovar – cori

Produzione
- Celso Valli, Michele Torpedine – produzione
- Emilio Estefan – produzione (traccia 4)
- Cheche Alara – produzione (tracce 10, 11 e 12)